# U Minh
U Minh là một xã thuộc tỉnh Cà Mau, Việt Nam.

## Địa lý
Xã U Minh có vị trí địa lý:
- Phía đông giáp xã Nguyễn Phích
- Phía tây giáp Vịnh Thái Lan
- Phía nam giáp xã Khánh Lâm
- Phía bắc giáp tỉnh An Giang.

Xã U Minh có diện tích 145 km², dân số năm 2024 là 32.991 người, mật độ dân số đạt 227 người/km².

## Lịch sử
Ngày 25 tháng 7 năm 1979, Hội đồng Chính phủ ban hành Quyết định số 275-CP về việc chia xã Khánh Lâm thành 5 xã: Khánh Lâm, Khánh Hội, Khánh Tân, Khánh Tiến, Khánh Hòa.
Ngày 6 tháng 11 năm 1996, Quốc hội ban hành Nghị quyết về việc chia tỉnh Minh Hải thành tỉnh Bạc Liêu và tỉnh Cà Mau. Khi đó, xã Khánh Tiến thuộc huyện U Minh, tỉnh Cà Mau.
Ngày 4 tháng 6 năm 2009, Chính phủ ban hành Nghị quyết số 24/NQ-CP về việc thành lập xã Khánh Thuận thuộc huyện U Minh trên cơ sở điều chỉnh 17.148 ha diện tích tự nhiên và 13.127 người của xã Khánh Hòa.
Sau khi điều chỉnh địa giới hành chính, xã Khánh Hòa còn lại 6.390,99 ha diện tích tự nhiên và 9.648 nhân khẩu.
Tính đến ngày 31/12/2014:
- Xã Khánh Tiến có 12 ấp: 1, 2, 3, 4, 5, 6, 7, 8, 9, 10, 11, 12.
- Xã Khánh Hòa có 6 ấp: 2, 5, 6, 7, 8, 14.

Ngày 16 tháng 6 năm 2025, Ủy ban Thường vụ Quốc hội ban hành Nghị quyết số 1655/NQ-UBTVQH15 về việc sắp xếp các đơn vị hành chính cấp xã của tỉnh Cà Mau năm 2025 (nghị quyết có hiệu lực từ ngày 16 tháng 6 năm 2025). Theo đó, thành lập xã U Minh thuộc tỉnh Cà Mau trên cơ sở toàn bộ 66,3 km² diện tích tự nhiên, quy mô dân số là 15.835 người của xã Khánh Tiến thuộc huyện U Minh; toàn bộ 65,4 km² diện tích tự nhiên, quy mô dân số là 13.077 người của xã Khánh Hòa thuộc huyện U Minh; điều chỉnh 5,1 km² diện tích tự nhiên, quy mô dân số là 950 người của xã Khánh Thuận thuộc huyện U Minh và điều chỉnh 8,2 km² diện tích tự nhiên, quy mô dân số là 3.129 người của xã Khánh Lâm thuộc huyện U Minh.
Xã U Minh có 145 km² diện tích tự nhiên và quy mô dân số là 32.991 người.